# La farmacista
La farmacista (in russo  Аптекарша ?, Aptekarša) è un racconto di Anton Čechov, pubblicato per la prima volta nel 1886.

## Storia editoriale
La farmacista fu pubblicato per la prima volta sul numero 25 (21 giugno) del 1886 del settimanale umoristico Oskolki pubblicato a San Pietroburgo, nelle pagine 4-5. Čechov firmò con lo pseudonimo di A. Čechontè. Infine fu pubblicato nell'edizione delle Opere di Čechov dell'editore A. F. Marks (Polnoe sobranie sočinenij A.P. Čechov, Sankt-Peterburg: Izdanie A. F. Marksa, 1899, Vol. V (Racconti umoristici 1886), pp. 192-197.

## Trama
In prossimità dell'alba, tutti gli abitanti della piccola cittadina di B. dormono profondamente, tranne la giovane moglie del farmacista Černomordik che, inquieta, non è riuscita a prendere sonno e, in camicia da notte, affacciata alla finestra aperta, guarda sulla strada mentre suo marito russa placidamente a letto. A un tratto, in mezzo al silenzio notturno, echeggiano dei passi e un tintinnio di speroni, e compaiono due ufficiali, un corpulento ufficiale medico e un esile ufficiale di nome Obtesov. I due si dirigono verso la farmacia discorrendo fra di loro di quanto sia grossolano il farmacista Černomordik e di quanto sia invece carina sua moglie. Obtesov, quello che trova molto attraente la signora Černomordika, chiede al collega di entrare in farmacia, nonostante l'ora antelucana, nella speranza che dietro al bancone ci sia la donna.
Sentito squillare il campanello, la moglie del farmacista, che ha sentito tutto, si veste in fretta e si reca nel locale della farmacia. L'inquietudine le è scomparsa e il cuore le batte forte. I due le chiedono quindici copechi di pastiglie di menta. Ma, una volta ottenuto quanto richiesto, non se ne vanno e fanno nuove richieste di prodotti da bancoː bicarbonato di sodio, acqua di setz, vino rosso. Fra una richiesta e l'altra, i due rivolgono frasi galanti alla donna che, dopo un iniziale imbarazzo, le accetta con civetteria e beve perfino del vino offertole dai due avventori.
I due ufficiali infine se ne vanno. La farmacista ritorna in camera sua e si affaccia alla medesima finestra; vede Obtesov dirigersi nuovamente verso la farmacia e suonare nuovamente il campanello. Col cuore che le batte forte, la signora si accinge a dirigersi verso il locale della farmacia. Ma è preceduta dal marito che ha sentito anch'egli il campanello e si dirige in veste da camera nel locale della farmacia, serve Obtesov (il quale ha chiesto nuovamente quindici copechi di pastiglie di menta) per tornarsene a letto una volta servito l'avventore. Dopo aver visto dalla finestra Obtesov andarsene e gettare via le mentine, la donna guarda con rabbia il marito che si è riaddormentato e si mette a piangere per la propria infelicità.

## Critica
Come altri racconti umoristici di Čechov, anche questo è pervaso da un «tono pessimistico» per cui, secondo Ettore Lo Gatto, «non si sa cosa sia più importante per lo scrittore, se la situazione comica da lui quasi afferrata nell'aria, o l'abisso di vuoto e di tristezza che è dietro di essa».

## Edizioni
- Anton Čechov, Racconti; traduzione di Agostino Villa, Vol. II, Torino: Einaudi, 1950
- Anton Čechov, Racconti e novelle; a cura di Giuseppe Zamboni; traduzione di Giovanni Faccioli, introduzione di Emilio Cecchi; appendice critica a cura di Maria Bianca Luporini, Coll. I grandi classici stranieri, Firenze: G. C. Sansoni, 1963, Vol. I, pp. 653-57